# Najlepszą obroną jest atak
Najlepszą obroną jest atak – szósty dwupłytowy album studyjny polskiego zespołu Slums Attack, wydany 7 lutego 2005 nakładem wytwórni Fonografika.  Oprócz DJ-a Decksa i Peji, za oprawę muzyczną odpowiadają Doniu, Tabb, Waco, Magiera, DJ Zel oraz St0ne. Scratche robią DJ Decks, DJ Zel, DJ SPH oraz Kostek. Mastering wykonał Tom Meyer. Płyta dotarła do 2. miejsca notowania OLiS w Polsce.
Według artystów w kwietniu 2011 roku album uzyskał status złotej płyty, a Związek Producentów Audio-Video na oficjalnej stronie internetowej www.zpav.pl, opublikował błędne informacje przypisując nagraniom status platynowej płyty. 25 maja 2011 nagrania uzyskały status platynowej płyty.
W 2015 roku, z okazji 10 rocznicy wydania albumu, nakładem wytwórni Fonografika ukazało się wznowienie wydawnictwa jako reedycja z dwoma dodatkowymi utworami.

## Lista utworów
Opracowano na podstawie materiału źródłowego.
CD 1
1. „Popierdoleni bo robią hh” (produkcja: DJ Decks) – 0:43
2. „Geneza” (produkcja: Doniu) – 4:04
3. „Z miastem w mieście” (produkcja: Doniu, scratche: DJ Decks) – 3:54
4. „Wstecz (Staszica story 3)” (produkcja: Tabb) – 4:17
5. „Kurewskie życie” (produkcja: Tabb) – 4:33
6. „Reprezentuję biedę” (produkcja: DJ Decks, scratche: DJ Decks) – 4:31[A]
7. „PRL (Peja, rap i ludzie)” (produkcja: DJ Decks, Waco, scratche: DJ Decks) – 4:23
8. „Co Cię boli?! (oryginał)” (produkcja: Tabb, scratche: DJ Decks) – 3:39
9. „Brudne myśli” (produkcja: DJ Decks, scratche: DJ Decks) – 4:09
10. „Depresja rappera (Kolejny szalony dzień)” (produkcja: Magiera, scratche: DJ Decks) – 5:52
11. „Moralny upadek” (produkcja: Magiera, scratche: DJ Decks) – 5:12
12. „Doskonały przykład (218)” (gościnnie: ŚP Waldas, produkcja: Waldas, scratche: DJ Decks) – 3:21
13. „Prawdziwy rapper kłamca” (Dj Decks remix) (produkcja: DJ Decks) – 6:00

CD 2
1. „Dibo skit raz” (produkcja: Peja) – 0:20
2. „Boją sie nas...” (produkcja: Peja) – 4:35
3. „Dibo skit dwa” (produkcja: Peja) – 0:30
4. „Wciąż” (gościnnie: Sweet Noise, produkcja: DJ Decks, Magic, scratche: DJ Decks) – 4:09
5. „Ona i On” (produkcja: Magiera, scratche: DJ Decks) – 5:06
6. „Robię lans” (produkcja: Doniu) – 2:29
7. „Ile jeszcze?!” (gościnnie: Sweet Noise, produkcja: Glaca, Magic, scratche: DJ Kostek) – 4:53
8. „Dziś w klubie” (gościnnie: Dj Zel, produkcja: DJ Zel, scratche: DJ Zel) – 5:12
9. „Fturując” (produkcja: Magiera, Slums Attack, scratche: DJ Decks) – 5:13
10. „K.O. CHAM” (gościnnie: STOne & Trishja, produkcja: Stone) – 4:07
11. „Niech nie zdarzy Ci się” (gościnnie: Hemp Gru, produkcja: DJ Peja, scratche: DJ SPH) – 6:41
12. „Co Cię boli?!” (Road wersja) (produkcja: Tabb, scratche: DJ Decks) – 4:02
13. „Prawdziwy rapper kłamca” (Propaganda wersja) (produkcja: DJ Decks, scratche: DJ Decks) – 6:35[B]
14. „Byś mnie nigdy więcej nie zapytał...” (produkcja: DJ Decks) – 2:33[C]

Notatki
- A^ W utworze wykorzystano sample z piosenek „Come Back Lover, Come Back” w wykonaniu The Sylvers i „Damy radę” zespołu WWO[11].
- B^ W utworze wykorzystano sample z piosenki „Halo” w wykonaniu Depeche Mode[11].
- C^ W utworze wykorzystano sample z piosenki „Love T.K.O.” w wykonaniu Teddy Pendergrass[11].